# اجمرا
اجمرا (به انگلیسی: Ajmera) یک منطقهٔ مسکونی در پاکستان است که در خیبر پختونخوا واقع شده‌است.

## خصوصیات
اجمرا ۱٬۰۶۸ متر بالاتر از سطح دریا واقع شده‌است.